# Hospital militar dels Banys
L'Hospital Militar dels Banys (o Hospital Termal dels Exèrcits) és un edifici construït en segle xix a la comuna d'Els Banys i Palaldà, al departament francès de Pirineus Orientals. Inicialment dissenyat per servir com a hospital termal per a l'exèrcit francès, és desmantellat en el segle xxi i transformat en un centre termolúdic.
El 15 de gener de 2007, s'inscriu l'hospital als monuments històrics. En desús, es va renovar i modificar a partir del 2014 per a transformar-lo en centre termolúdic, obrint el 2016.

## Arquitectura
Va ser construït pel Ministeri de Guerra francès entre 1847 i 1886, junt amb altres edificis hospitalaris, banys termals i diverses construccions auxiliars.
Aquest antic hospital es beneficia d'una font termal anomenada «Gros Escaladou». El conjunt està format per tres edificis disposats en una U al voltant d'un jardí, envoltat per un parc boscós. Aquests edificis van ser assignats a sanadors, soldats, oficials i administradors. Els edificis són dos pisos amb una planta baixa. L'entrada s'obre sobre un corredor axial tallat al centre per un corredor disposat a l'eix longitudinal dels edificis. Aquesta distribució es repeteix, a excepció de l'entrada, als pisos superiors, que consta de vint habitacions per nivell i sis llits per habitació.
Darrere d'aquest complex hospitalari es troba el complex de banys termals a la planta baixa, amb tres piscines, nou dutxes, nou banys, i diversos tractaments. Les sales de tractament estaven inspirades de forma visible per la gran sala de volta de canó situada a la zona dels banys romans. Aquestes habitacions tenen la majoria de les característiques de l'arquitectura romana: sostre voltat, finestres amples, el sol zenital i l'ús del marbre.